# Adrian Moetjens
Adrian Moetjens est un éditeur hollandais de La Haye du XVIIe siècle. La maison d'édition a joué un rôle important dans le commerce international du livre au XVIIIe siècle. Moetjens plagia le recueil des contes de Charles Perrault Histoires ou contes du temps passé qui connut au moins trois rééditions du vivant de Perrault. L'éditeur publia également une version clandestine de Les Aventures de Télémaque de Fénelon, la même année que sa première publication par Pierre Marteau. Il publia aussi un recueil commenté des œuvres de François Villon en 1742, reprenant notamment les commentaires de différentes éditions passées tout en les commentant lui-même, ou en les corrigeant parfois, certaines fois probablement à tort. Il fut chargé, en 1700, de la  diffusion du Théâtre des Etats de Savoie, oeuvre illustrée, monumentale et de longue haleine, entreprise par les libraires, imprimeurs et graveurs d'Amsterdam, Joan et Cornelis Blaeu, et achevée par leurs successeurs. 